# Termodinâmica irreversível
Sistemas que estão distante da situação de equilíbrio são usualmente estudados utilizando o que se denomina de "Termodinâmica Irreversível" ou "Termodinâmica do Irreversível".
Em Mecânica dos Fluidos, a dissipação contínua de energia em escoamentos é a realidade mais evidente. Nesse caso, não há equilíbrio e a terminologia da Termodinâmica Irreversível é muito adequada. Ela se torna particularmente útil em escoamentos turbulentos.